# Tsawout
Tsawout, ogranak Saanich Indijanaca, šire skupine Songish, porodica Salishan, koji su obitavali na jugoistoku otoka Vancouver u Britanskoj Kolumbiji, Kanada. Populacija im je iznosila 103 (1902); 94 (1910). Danas su jedna od 5 bandi nacije Saanich a žive na rezervatima East Saanich IR No. 2, Bare Island IR No. 9, Fulford Harbour IR No. 5, Goldstream IR No. 13, Pender Island IR No. 8 i Saturna Island IR No. 7.
Suvremena Tsawout popilacija iznosila je 1.425 (2001.), 1.635 (2006.). Glavno naselje na rezervatu East Saanich IR No. 2, nalazi se nešto sjevernije od grada Victoria.

## Vanjske poveznice
- SȾÁUTW̱ (Tsawout)
- Tsawout First Nation  Arhivirana inačica izvorne stranice od 2. ožujka 2012. (Wayback Machine)